# The Magic Pudding
The Magic Pudding is een Australische geanimeerde muzikale avonturenkomedie uit 2000, gebaseerd op het gelijknamige verhaal uit 1918 van Norman Lindsay. De film, geregisseerd door Karl Zwicky, bevat een cast van bekende stemacteurs, onder wie Sam Neill, Geoffrey Rush, Hugo Weaving, en:Jack Thompson, Toni Collette en John Cleese.